# Fritz Weber (Komponist)

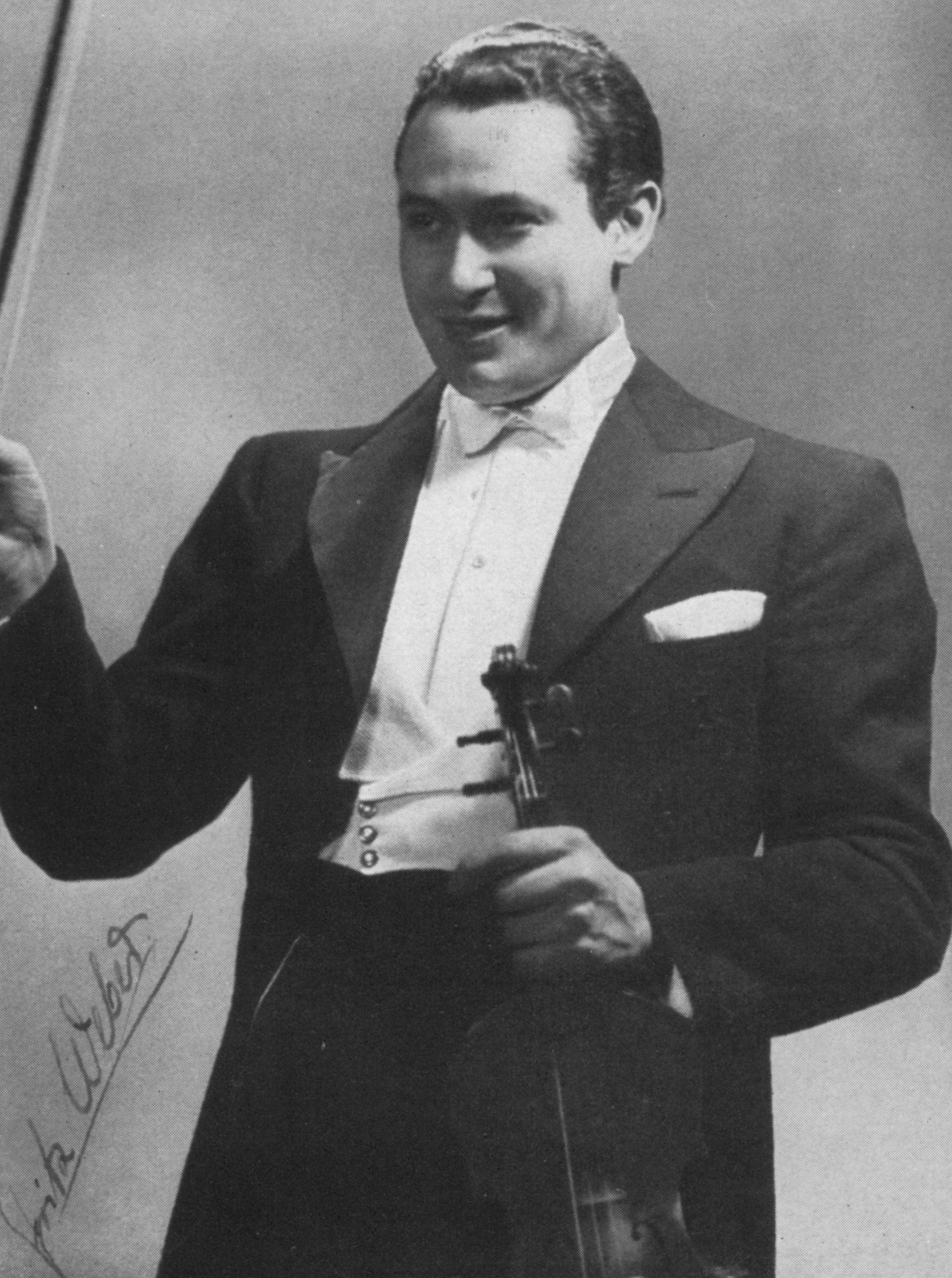
Fritz Weber, um 1937, aufgenommen von Peter Weller.

Gedenktafel für Fritz Weber

Fritz Weber (* 24. Januar 1909 in Köln; † Juni 1984) war ein deutscher Komponist und Liedtexter, Schlagersänger, Musiker und Kapellmeister. Er trug den Beinamen „Der singende Geiger“.  Seine erfolgreichsten Kompositionen sind Ich bin ene kölsche Jung, 1900 Johr steiht uns Kölle am Rhing und Ach, wär ich nur ein einzig Mal ein schmucker Prinz im Karneval.

## Biografie
Fritz Weber, der 1909 in Köln-Kalk geboren wurde, spielte bereits als Kind mehrere Instrumente und studierte später an der Rheinischen Musik-Akademie Geige und Trompete. Im Alter von 19 Jahren stellte Weber seine erste Kapelle zusammen, mit der er an den Wochenenden in Köln auftrat. 1930 gab er mit der Formation, die nun zwölf Musiker umfasste, ein erstes Jazz-Konzert. Im Folgejahr war aus der Kapelle ein 15 Mann starkes Orchester geworden, das Konzerte in ganz Deutschland gab. Neben dem Geigenspiel sang Weber auch Schlager, was ihm den Beinamen Der singende Geiger einbrachte.
1934 gastierte Weber mit seinem Orchester in Berlin. 1936 galt er bei einem vom Deutschen Rundfunk ausgeschriebenen Orchesterwettstreit, an dem über 400 Tanzkapellen teilnahmen, als Favorit. Weber war kein Mitglied der NSDAP und belegte den 3. Platz hinter zwei NSDAP-Mitgliedern. Im gleichen Jahr erhielten Weber und sein Orchester einen Schallplattenvertrag bei der Deutschen Grammophon. Die zwischen 1936 und 1939 aufgenommenen Lieder wurden 2005 bei Bear Family Records neu veröffentlicht.
Im Zweiten Weltkrieg wurde Weber Soldat und geriet 1945 in amerikanische Gefangenschaft, wo er mit einer dort gegründeten Swing-Band in amerikanischen Offizierskasinos auftrat. Nach seiner Entlassung aus der Gefangenschaft stellte sich Weber in Köln erneut eine Kapelle zusammen und trat wieder auf. 1957 spielte er mit seinem Orchester als Erster am neu eröffneten Kölner Tanzbrunnen. In den 50er Jahren begann Weber auch, Karnevalslieder zu schreiben. 1900 Johr steiht uns Kölle am Rhing verfasste er anlässlich des Kölner Stadtjubiläums im Jahr 1950, es folgten weitere Hits wie Ich bin ene kölsche Jung, den Willy Millowitsch berühmt machte, und Ach, wär ich nur ein einzig Mal ein schmucker Prinz im Karneval.
Fritz Weber trat bis 1983 im Karneval auf und wurde mit der Ostermann-Medaille ausgezeichnet. Er starb im Juni 1984 und wurde auf dem Deutzer Friedhof in Köln-Poll beigesetzt. Seine Tochter Dagmar Kuhlmann ist Chansonsängerin, Tochter Anita Schorn ist Jugendbuch- und Kurzgeschichtenautorin.